# ریمون پوانکاره
رِیمون پوانکاره (به فرانسوی: Raymond Poincaré) ‏ (زاده ۲۰ اوت ۱۸۶۰ – درگذشته ۱۵ اکتبر ۱۹۳۴) دهمین رئیس‌جمهور فرانسه و پسرعموی آنری پوانکاره بود.

## سمت‌ها
- نخست‌وزیر فرانسه (۲۳ ژوئیه ۱۹۲۶–۲۹ ژوئیه ۱۹۲۹)
- نخست‌وزیر فرانسه (۱۵ ژانویه ۱۹۲۲–۸ ژوئن ۱۹۲۴)
- نخست‌وزیر فرانسه (۲۱ ژانویه ۱۹۱۲–۲۱ ژانویه ۱۹۱۳)
- رئیس‌جمهور فرانسه (۱۸ فوریه ۱۹۱۳–۱۸ فوریه ۱۹۲۰)